# Attalea crassispatha
Attalea crassispatha е вид растение от семейство Палмови (Arecaceae). Видът е критично застрашен от изчезване.

## Разпространение
Разпространен е в Хаити.